# Roald Amundsen
Roald Engelbregt Gravning Amundsen (16. července 1872, Borge, Østfold – asi 18. června 1928 Barentsovo moře) byl norský polární badatel. Se svými výpravami jako první dosáhl jižního pólu a první proplul severozápadní cestou kolem Severní Ameriky. Stal se průkopníkem polárního výzkumu vzducholoděmi a letouny. Zahynul při záchranné misi pátrající po vzducholodi Italia.

## Život
Amundsen se narodil jako čtvrtý syn v rodině norských majitelů lodi a kapitánů v Borge poblíž Fredrikstadu. Jeho otec  Jens Amundsen získal značné jmění během svého působení v Číně. Po roce 1866 se vrátil s rodinou do Norska a přijal místo na ministerstvu obchodu. Po Roaldově narození se usadili ve velké vile v hlavním městě Kristiania (starší název pro Oslo). Roald už v dětství četl knihy o cestopisných objevech a toužil stát se námořníkem a polárníkem. Matka se rozhodla držet jej mimo námořní průmysl a nutila ho stát se lékařem. Tento závazek se mu dařil plnit do jeho 21 let, kdy jeho matka zemřela.
Amundsenovu celoživotní dráhu ovlivnil Fridtjof Nansen přechodem Grónska v roce 1888, i zmizelá (a mnohokrát marně hledaná) Franklinova expedice, které jej vrhly na dráhu badatele. Studoval cizí jazyky, vstoupil do armády, dal se najmout na loď vyplouvající na lov tuleňů. Nejprve se plavil jako kormidelník po mořích a od roku 1897 se účastnil již řady polárních výprav.

## Polární výpravy

### Belgická antarktická expedice (1897–1899)
Amundsen se zúčastnil první čistě vědecké expedice do Antarktidy, kterou na lodi Belgica organizoval Belgičan Adrien de Gerlache. Loď zamrzla v ledu a badatelé prožili třináct měsíců v krutých polárních podmínkách bez vhodného vybavení. Jednalo o historicky první přezimování (byť neúmyslné) poblíž Antarktidy. Amundsen se zde seznámil s Frederickem Cookem, který mu předal cenné zkušenosti. Zejména se jednalo o jeho poznatky získané u Inuitů (Eskymáků) v severním Grónsku, jako bylo kožešinové oblečení a použití psích spřežení, které pak hrály roli při jeho úspěšném dobytí jižního pólu.
Ostatně i Amundsen už měl tehdy zkušenosti z velrybářské lodi. Společně s Cookem drželi morálku na zamrzlé lodi a zachraňovali posádku před kurdějemi tulením masem.
Mnohem později, když už byl Amundsen slavný a Cook ve vězení za zpronevěru, navštívil Amundsen svého přítele ve věznici bez ohledu na mínění ostatních.

### Severozápadní průjezd (1903–1906)

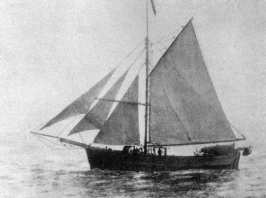
Gjøa

Amundsen jako první v letech 1903–1906 proplul Severozápadním průjezdem od Grónska podél pobřeží Severní Ameriky do Nome na Aljašce. Na výpravu se vydal, vzhledem k omezeným prostředkům, na rybářské lodi Gjøa o výtlaku pouhých 47 tun vybavené malým motorem a s posádkou šesti mužů. Expedice měla i vědecké úkoly a Amundsen určil polohu magnetického pólu, který před ním již roku 1831 určil James Clark Ross.
Při prvním přezimování je navštívili Eskymáci, kteří se zabydleli poblíž Gjøa. S Nory se velmi spřátelili a naučili je spoustu věcí. Přezimování proběhlo v takové pohodě, že na stejném místě strávili i druhou zimu. Až další léto dopluli do Aljašky a třetí zimu strávili na velrybářské stanici. Během zimy podnikl Amundsen s dalšími lidmi ze stanice cestu psím spřežením do nejbližší (800 km vzdálené) telegrafní stanice "pro poštu". Až další léto (1906) dopluli do Nome.

### Dobytí jižního pólu (1911)

Amundsenova cesta na jižní pól (zeleně) a Scottova trasa (červeně)

Po úspěchu se severozápadní cestou se Amundsen začal připravovat na dobytí severního pólu, kam se chtěl přiblížit unášením v ledu (driftováním) na lodi Fram, kterou k tomuto účelu postavil a již 1893–1896 použil jeho krajan Fridtjof Nansen. V září 1909 však přišly zprávy, že dobytí severního pólu si nárokují Peary a Cook. Teprve po vyplutí lodi Fram v létě 1910 Amundsen odhalil utajovanou změnu plánu, že místo severního pólu hodlá dobýt dosud nepokořený jižní pól, na jehož dosažení se již několik let připravoval Brit Robert Scott. Amundsenova loď Fram dorazila 14. ledna 1911 do Zátoky velryb u Rossova ledovce a zbudovali zde základnu nazývanou Framheim (Domov Framu).
V nastalém závodě o dobytí jižní točny díky lepší výbavě, organizaci a štěstí zvítězil Amundsen a 14. prosince 1911 se svými společníky jako první stanul na jižním pólu. Aby vyloučil pochybnosti, které se vyskytly při dosažení severního pólu, strávila jeho skupina na pólu tři dny, prováděli opakované měření polohy a prochodili okolí určeného pólu, aby pokryli případnou odchylku změřené polohy. Na pólu pak zanechali stan Polheim („Dům pólu“) se zprávami pro Scotta.
Cílová skupina Scottovy Expedice Terra Nova pólu dosáhla až 17. ledna 1912 a na zpáteční cestě všichni její členové zahynuli. Amundsen objevil neznámé pohoří, místy vysoké 4 500 m, které nazval pohoří královny Maud. V Norsku byl po návratu přivítán jako národní hrdina. Přednášel o svých cestách, publikoval cestopisy. Jeho další výpravy směřovaly na severní pól.
Cesta k pólu a zpět trvala 99 dní a byla dlouhá přibližně 3 440 km.

### Severovýchodní průjezd (1918–1920)
1918–1920 projel se škunerem Maud Severovýchodním průjezdem, který jako první projel již 1878–1879 Adolf Nordenskjöld, z Norska podél severních břehů Evropy a Asie k Beringovu průlivu.

### Pokus o přistání na Severní pólu s hydroplánem Dornier Wal (1925)

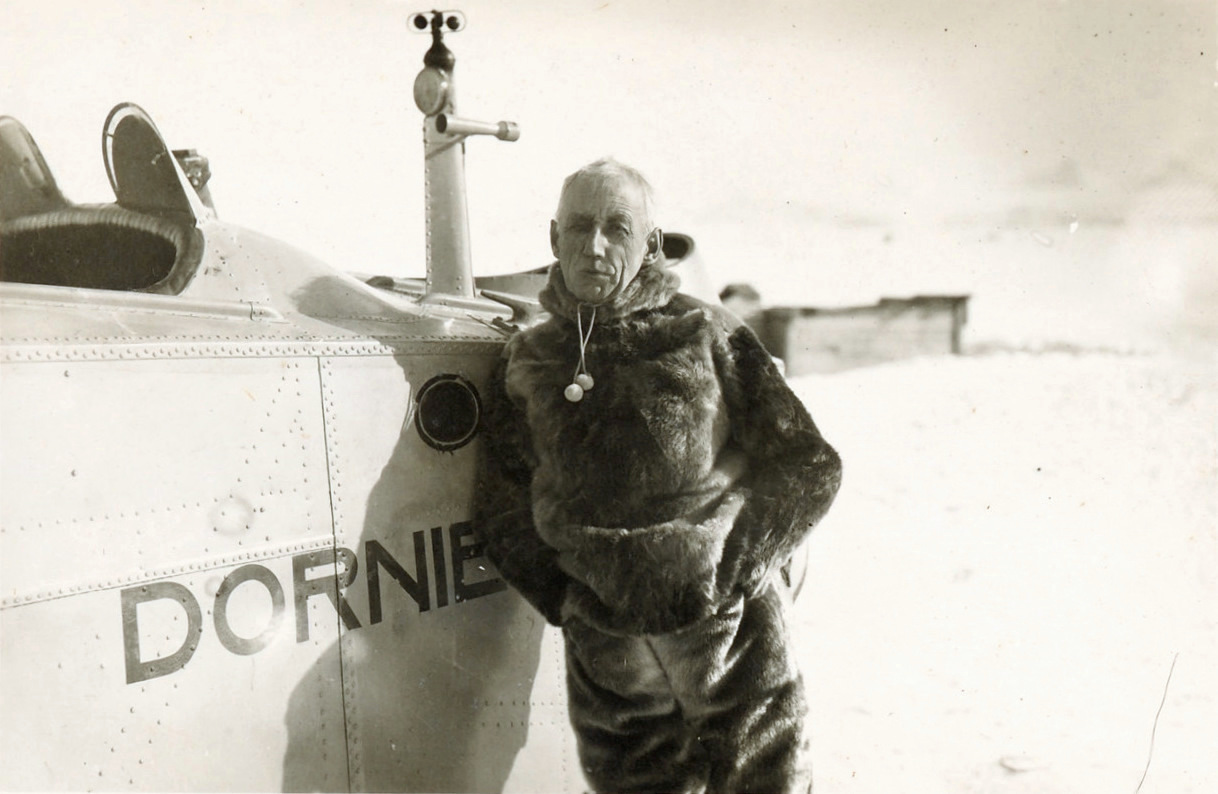
Amundsen u letounu Dornier Wal na Špicberkách v roce 1925

Amundsen se následně zajímal o průzkum polárních oblastí letecky a pořídil si pilotní průkaz. Spolu s pilotem Hjalmarem Riiser-Larsenem a americkým milionářem Lincolnem Ellsworthem, který výpravu financoval, se pokusili v květnu 1925 zdolat severní pól na dvou hydroplánech Dornier Wal. Let skončil havárií jednoho letounu v polární pustině. Šestice mužů přežila a musela v nehostinných podmínkách na ledu vybudovat vzletovou dráhu pro druhý letuschopný letoun. Po třech týdnech se jim 15. června 1925 podařilo vzlétnout v druhém letounu a vrátit se na Špicberky, kde je zachránila proplouvající loď.

### Severní pól vzducholodí Norge (1926)
Následujícího roku se trojice letců vydala k pólu znovu, tentokrát vzducholodí Norge. K výpravě proto přibrali jejího italského konstruktéra Umberta Nobileho a také polárníka Oscara Wistinga, který s Amundsenem došel na jižní pól. Vzduchoplavci opět startovali ze Špicberk, 12. května 1926 přeletěli přes severní pól – dva dny po Byrdově přeletu letounem Fokker F.VII – a doletěli na Aljašku. Protože dosažení pólu nejen pozemními výpravami Cooka a Pearyho, ale i Byrdovým letem jsou zpochybňovány, je některými badateli považován let vzducholodi Norge za první dosažení severního pólu. Amundsen s Wistingem jsou také prvními lidmi, kteří dosáhli obou zemských pólů.

### Osudný let při záchraně trosečníků Italie (1928)

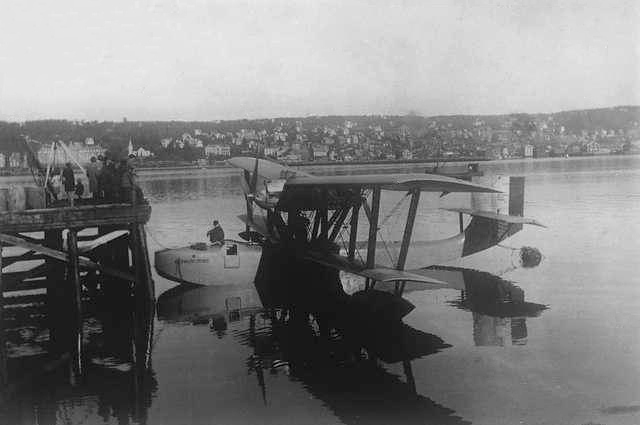
Létající člun Latham 47.02 krátce před startem 18. června 1928

Amundsen byl mezi prvními, kteří začali se záchranou ztracené posádky Nobileho vzducholodi Italia. 18. června 1928 vyrazil hydroplán Latham 47 s Amundsenem a dalšími pěti lidmi na palubě z Norska na další pátrací akci. Měl naplánované přistání na Špicberkách, ale nikdy tam nedorazil. Později moře vyplavilo Amundsenův stan a plovák letounu, ve kterém letěl, na pobřeží u Tromsø. Předpokládá se, že se Amundsenův letoun v mlze zřítil jižně od Medvědího ostrova do Barentsova moře a že Amundsen zahynul během havárie nebo těsně po ní. Jeho tělo se nikdy nenašlo.

## Ocenění

### Pojmenováno po Amundsenovi
geografie
- Amundsenovo moře v Jižním oceánu
- Amundsenisen („Amundsenův led“), část antarktické plošiny v Zemi královny Maud
- Amundsenův ledovec v Transantarktickém pohoří[7] v Rossově dependenci
- Amundsenův záliv a Amundsenův ostrov v kanadských Severozápadních teritoriích
- ledovcové plato Amundsenisen a mys Amundsenodden na Špicberkách
- Amundsenova pánev, nejhlubší pánev Severního ledového oceánu
- „Amundsenhöhe“ (1666 m n. m.), Fischbacher Alpen v Rakousku

astronomie a kosmonautika
- Amundsen (kráter), na jižním pólu Měsíce
- Planetka (1065) Amundsenia
- jedna ze dvou sond mise NASA Deep Space 2 (druhá se jmenuje „Scott“)

další
- Polární stanice Amundsen–Scott

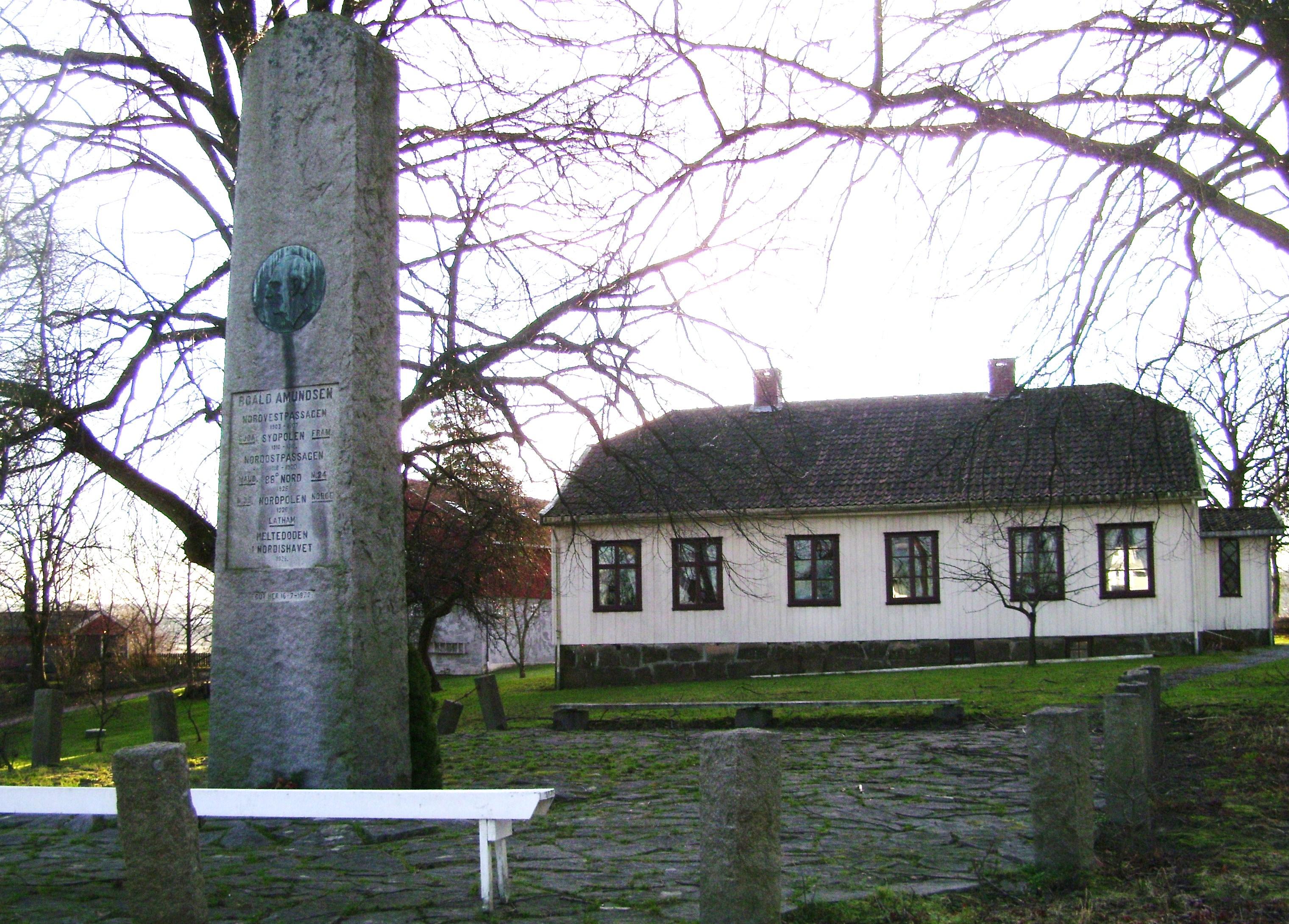
Amundsenův rodný dům (muzeum)

- Roald Amundsen, ocelová loď se dvěma stožáry (briga) z roku 1952

### Muzeum
Amundsenův rodný dům poblíž Fredrikstadu je pamětním místem a muzeem spravovaným neziskovou organizací.

### Film
Norský režisér Espen Sandberg v roce 2019 natočil životopisný film Amundsen v koprodukci Norska, Švédska a Česka.